# 马凯特岛

馬凱特島地圖，附有瑞芬兩國在島上的邊界上，有Finland字樣一側為芬蘭領土，有Sweden字樣一側瑞典領土

馬凱特（瑞典語：Märket， 瑞典語發音：[ˈmæ̂rːkɛt]；又名馬凱特島或馬凱特礁）是一個位於波羅的海主体部分和波的尼亞灣之間，被瑞典和芬蘭奥兰自治区分治的無人小石礁。自1809年俄羅斯和瑞典簽訂《弗雷德里克港和约》後，該島一直為瑞芬兩國所分治，期間芬蘭曾為俄屬大公國。一般估算，該島的面積只有3萬平方米（3公頃），据WorldIslandInfo.com网站声称，馬凱特島是世界上最小的被兩國分治的海島。

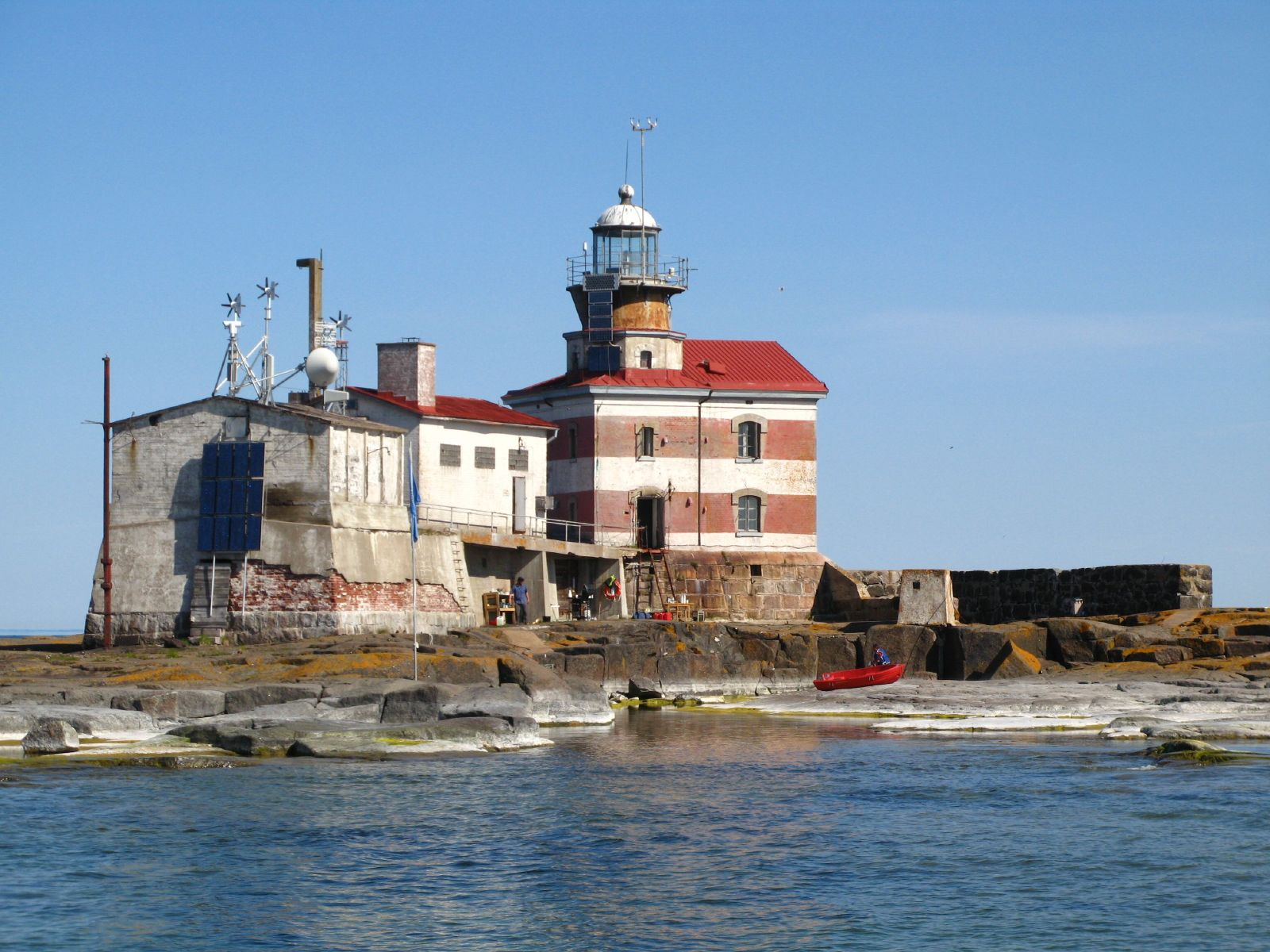
馬凱特島上的燈塔

在馬凱特島上有一座屬於芬蘭的燈塔，建於1885年。但立塔之時卻無該島的地圖，落成後才發現燈塔建在了瑞典一側。直到1985年，瑞芬兩國才達成協議，把原來直線通過該島的邊界，改成如右方地圖所示的那樣，「之」字型的通過該島，這個燈塔才正式立於芬蘭領土上。而這段邊界劃分的如此奇怪，是由於兩國邊界在島上的兩個離岸點變動不得，否則會觸動兩國海上邊界的改變和捕魚權紛爭，另一方面，為公平起見，兩國需要交換相同面積的土地，因此燈塔和島上其餘的芬蘭領土只有一條狹窄的走廊相連。值得一提的是，該燈塔也是芬蘭領土的最西一點之所在。

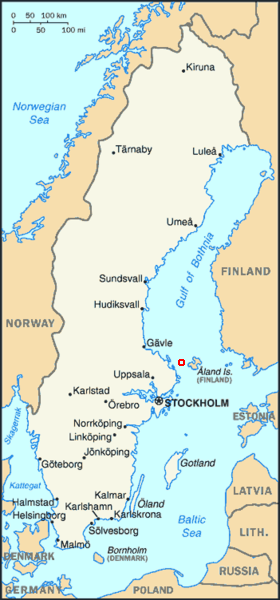
馬凱特島的位置（红圈）

島上的燈塔，由於年代久遠，一直需要維修保養。在芬蘭便有一個組織，長期致力於為該燈塔的維修保養作籌款。1976年，燈塔的設施被改裝成可無人自動運作，因此燈塔附近的建築現已被丟空荒廢。
在全世界的業餘無線電愛好者之間，馬凱特島更多的被稱為“馬凱特礁”（Märket Reef）。而來自當地的無線電台廣播，恐怕是他們最想聽到的，因為平均一年只會有一到兩支業餘無線電愛好者远征队，在天氣許可的情況時上島设台供全世界的愛好者呼叫。每次遠征隊都要處理上萬通來自世界各地的呼叫。而在他們眼中，馬凱特礁的芬蘭部分是唯一被其他「國家」分隔的芬蘭領土（指被他們視為「國家」的奥蘭），故視該部份為一個「國家」，島上的臨時無線電台具有獨自的「國家呼號」OJ0MA和 「國家特別呼叫前綴」OJ0。但該島的瑞典部分卻無這個地位。值得一提的是，在無線電愛好者的QSL卡上印有馬凱特島的照片。

## 外部連結
- 芬蘭土地測繪署所繪的馬凱特島地圖[]
- 一篇就瑞典芬蘭兩國共同勘界工程的報導 （页面存档备份，存于），摘自《赫尔辛基日报·國際版》，有一小段關於馬凱特島問題的介紹，並附有一幅小地圖。
- 一张俯瞰马凯特岛的照片 （页面存档备份，存于）
- 芬兰灯塔协会有关马凯特岛的信息 （页面存档备份，存于） （文）

60°18′03″N 019°07′53″E / 60.30083°N 19.13139°E